# 30 Rockefeller Plaza

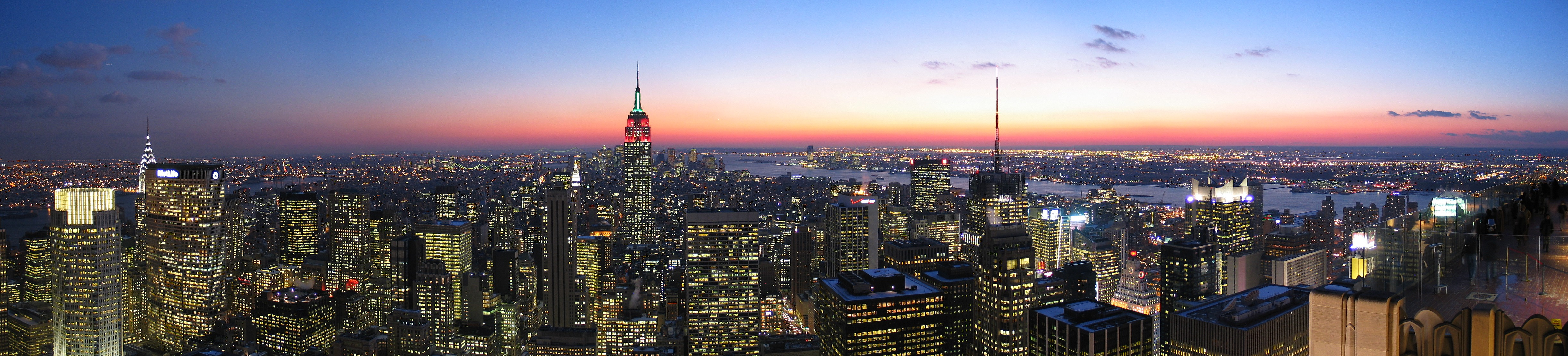
Pohled z tzv. Top of the Rock

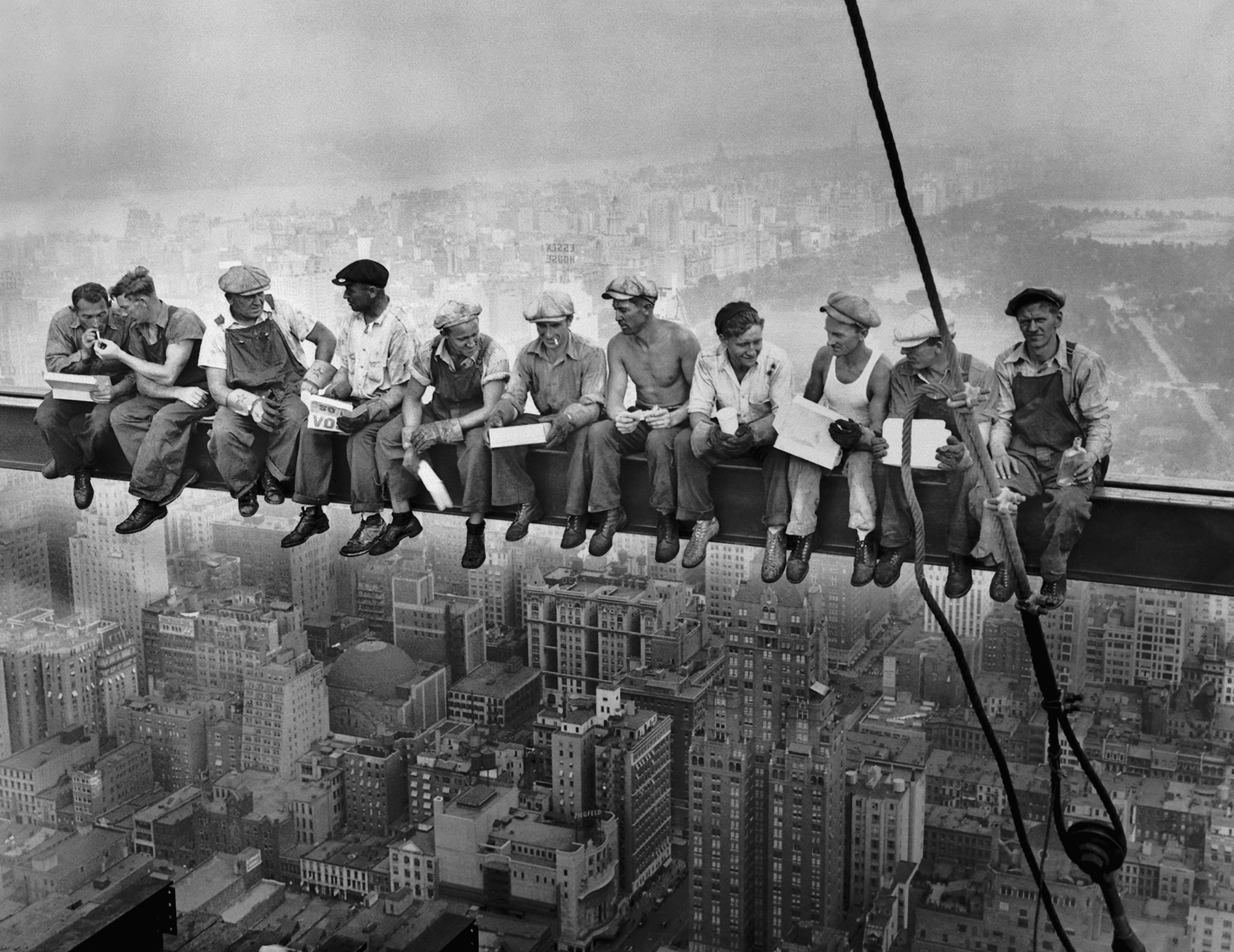
Charles Clyde Ebbets: Oběd na vrcholu mrakodrapu, 1932

30 Rockefeller Plaza, též zvaný Comcast Building, dříve podle majitelů nazývaný RCA Building (do roku 1988) a GE Building (do roku 2015) je mrakodrap v New Yorku postavený ve stylu Art deco. Tvoří centrální těleso komplexu Rockefeller Center v Midtown Manhattanu. Byl postaven v roce 1933. Sídlí zde televizní stanice NBC, která má přímo v budově několik studií, ze kterých vysílá mj. zpravodajský kanál MSNBC či mnoho oblíbených pořadů jako Saturday Night Live.
Mrakodrap má výšku 259 metrů a 70 poschodí. Byl postaven v roce 1933 jako součást komplexu Rockefeller Center. Na střeše budovy se nachází populární vyhlídková platforma Top of the Rock.